# Bill Sutherland
Bill Sutherland, William Fraser Sutherland (Regina, Saskatchewan, 1934. november 10. – Winnipeg, Manitoba, 2017. április 9.) kanadai jégkorongozó, edző.

## Pályafutása
1955 és 1963 között alacsonyabb osztályú ligákban szerepelt a Cincinnati Mohawks, a Montréal Royals, a Cleveland Barons és a Québec Aces csapataiban. 1963-ban debütelt az NHL-ben két playoff mérkőzésen a Montréal Canadiens színeiben.
Az NHL 1967-es bővítésének köszönhetően a Philadelphia Flyers csapatában profi játékos lehetett. Játszott még a Toronto Maple Leafs, a St. Louis Blues és a Detroit Red Wings csapataiban.
1974-ben A World Hockey Association bajnokságában szereplő Winnipeg Jets csapatában fejezte be a pályafutását.

## Sikerei, díjai
- IHL Második All-Star Csapat: 1957–58
- A Manitoba Hockey Hall of Fame tagja